# Naglasak starogrčkog jezika
Naglasak starogrčkog jezika sličan je hrvatskom jer razlikuje duljinu i ton naglašena samoglasnika.

## Tipovi i položaj

### Tip
Postoje tri naglaska: akut (oštri), cirkumfleks (zavinuti) i gravis (teški).

#### Akut
Akut je imao uzlazan ton i mogao se nalaziti i na dugim i na kratkim samoglasnicima. Označavao se oznakom ◌́ poviše samoglasnika. Mogao se nalaziti na svakom od posljednjih triju slogova i time je bio najpokretniji naglasak.
| Riječ    | Položaj naglaska | Prijevod     | Ime po položaju |
| -------- | ---------------- | ------------ | --------------- |
| ναός     | prvi od kraja    | hram         | oksitona        |
| πέτρα    | drugi od kraja   | kamen        | paroksitona     |
| τείχισμα | treći od kraja   | zid, tvrđava | proparoksitona  |

#### Cirkumfleks
Cirkumfleks se najprije uzdizao, a potom spuštao. Pojavljivao se samo na dugim samoglasnicima u jednom od posljednjih dvaju slogova. Obilježavao se dijakritičkim znakom ◌̃.
| Riječ | Položaj naglaska | Prijevod | Ime po položaju |
| ----- | ---------------- | -------- | --------------- |
| παῖς  | prvi od kraja    | dijete   | perispomena     |
| εἶρος | drugi od kraja   | vuna     | properispomena  |

#### Gravis
Gravis je bio pozicijska varijanta akuta. Naime, ako iza riječi naglašene oštrim naglaskom na posljednjem slogu dolazi bilo što što nije interpunkcija ili pauza (to jest dolazi druga riječ), akut prelazi u gravis koji se izgovarao uzlazno, ali uzlazio je ponešto blaže od akuta. Označavao se dijakritičkim znakom ◌̀.
| Riječi             | Prijevod     |
| ------------------ | ------------ |
| ὁ ναὸς ἐν τῷ βουνῷ | hram na brdu |

### Položaj
Ovdje je tablica s dopuštenim položajem svih naglasaka s obzirom na broj slogova i duljinu samoglasnika za akut:
| 3. od kraja | 2. od kraja | 1. od kraja | Naziv          |
| ----------- | ----------- | ----------- | -------------- |
|             |             | ◌̄́           | oksitona       |
|             |             | ◌̆́           | oksitona       |
|             | ◌̄́           | ◌̄           | paroksitona    |
|             | ◌̆́           | ◌̆           | paroksitona    |
|             | ◌̆́           | ◌̄           | paroksitona    |
| ◌̆́           |             | ◌̆           | proparoksitona |
| ◌̄́           |             | ◌̆           | proparoksitona |

Ova je tablica za cirkumfleks:
| 2. od kraja | 1. od kraja | Naziv          |
| ----------- | ----------- | -------------- |
|             | ◌̄̃           | perispomena    |
| ◌̄̃           | ◌̆           | properispomena |

Baritona je općeniti naziv za sve riječi koje nisu naglašene na zadnjem slogu.

#### Iznimke
- Skupovi suglasnika [kʰs] i [pʰs] (slova ξ i ψ) na kraju riječi i iza kratkih samoglasnika ne dopuštaju oštrom naglasku stajanje na trećem slogu od kraja. Ipak, zavinuti može stajati na pretposljednjem.
- Riječi koje naizgled djeluju protiv pravila nastale su srastanjem (obično glavne riječi i enklitike).

#### Prilikom dodavanja sufiksa
U sklonidbi i sprezanju postoje dva općenita pravila:
| »                                       | U deklinaciji što duže, u konjugaciji što dalje. | « |
| Gramatika grčkoga jezika, Zdeslav Dukat |                                                  |   |

U deklinaciji naglasak nastoji stajati što duže na istome mjestu i istoga tipa kao u osnovi. Međutim, ako opća pravila o naglašavanju to ne dopuštaju, naglasak se pomiče ka kraju riječi samo onoliko koliko je to najmanje moguće i vraća se izvorno mjesto čim to opća pravila dopuste.
| Padež     | Jednina           | Dvojina        | Množina              |
| --------- | ----------------- | -------------- | -------------------- |
| Nominativ | ὁ, ἡ ἄνθρωπος     | τὼ ἀνθρώπω     | οἱ, αἱ ἄνθρωποι      |
| Genitiv   | τοῦ, τῆς ἀνθρώπου | τοῖν ἀνθρώποιν | τῶν ἀνθρώπων         |
| Dativ     | τῷ, τῇ ἀνθρώπῳ    | τοῖν ἀνθρώποιν | τοῖς, ταῖς ἀνθρώποις |
| Akuzativ  | τὸν, τὴν ἄνθρωπον | τὼ ἀνθρώπω     | τοὺς, τᾱ̀ς ἀνθρώπους  |
| Vokativ   | ἄνθρωπε           | ἀνθρώπω        | ἄνθρωποι             |

U konjugaciji se naglasak nastoji odmaknuti što je dalje moguće od kraja k početku riječi.
|            |            | jednina | jednina   | jednina | dvojina  | dvojina    | množina    | množina    | množina    |
| 1.         | 2.         | 3.      | 2.        | 3.      | 1.       | 2.         | 3.         |            |            |
| ---------- | ---------- | ------- | --------- | ------- | -------- | ---------- | ---------- | ---------- | ---------- |
| aktiv      | indikativ  | λῡ́ω     | λῡ́εις     | λῡ́ει    | λῡ́ετον   | λῡ́ετον     | λῡ́ομεν     | λῡ́ετε      | λῡ́ουσῐ(ν)  |
| aktiv      | konjunktiv | λῡ́ω     | λῡ́ῃς      | λῡ́ῃ     | λῡ́ητον   | λῡ́ητον     | λῡ́ωμεν     | λῡ́ητε      | λῡ́ωσῐ(ν)   |
| aktiv      | optativ    | λῡ́οιμῐ  | λῡ́οις     | λῡ́οι    | λῡ́οιτον  | λῡοίτην    | λῡ́οιμεν    | λῡ́οιτε     | λῡ́οιεν     |
| aktiv      | imperativ  |         | λῦε       | λῡέτω   | λῡ́ετον   | λῡέτων     |            | λῡ́ετε      | λῡόντων    |
| mediopasiv | indikativ  | λῡ́ομαι  | λῡ́ῃ, λῡ́ει | λῡ́εται  | λῡ́εσθον  | λῡ́εσθον    | λῡόμεθᾰ    | λῡ́εσθε     | λῡ́ονται    |
| mediopasiv | konjunktiv | λῡ́ωμαι  | λῡ́ῃ       | λῡ́ηται  | λῡ́ησθον  | λῡ́ησθον    | λῡώμεθᾰ    | λῡ́ησθε     | λῡ́ωνται    |
| mediopasiv | optativ    | λῡοίμην | λῡ́οιο     | λῡ́οιτο  | λῡ́οισθον | λῡοίσθην   | λῡοίμεθᾰ   | λῡ́οισθε    | λῡ́οιντο    |
| mediopasiv | imperativ  |         | λῡ́ου      | λῡέσθω  | λῡ́εσθον  | λῡέσθων    |            | λῡ́εσθε     | λῡέσθων    |
|            |            | aktiv   | aktiv     | aktiv   | aktiv    | mediopasiv | mediopasiv | mediopasiv | mediopasiv |
| infinitiv  | infinitiv  | λῡ́ειν   | λῡ́ειν     | λῡ́ειν   | λῡ́ειν    | λῡ́εσθαι    | λῡ́εσθαι    | λῡ́εσθαι    | λῡ́εσθαι    |
| particip   | m.         | λῡ́ων    | λῡ́ων      | λῡ́ων    | λῡ́ων     | λῡόμενος   | λῡόμενος   | λῡόμενος   | λῡόμενος   |
| particip   | f.         | λῡ́ουσᾰ  | λῡ́ουσᾰ    | λῡ́ουσᾰ  | λῡ́ουσᾰ   | λῡομένη    | λῡομένη    | λῡομένη    | λῡομένη    |
| particip   | n.         | λῦον    | λῦον      | λῦον    | λῦον     | λῡόμενον   | λῡόμενον   | λῡόμενον   | λῡόμενον   |

U aoristu se naglasak ovoga glagola prebacuje na augment u prvome licu jednine i kad god može: ἔλῡσᾰ.

## Klitike
Klitike su riječi koje nemaju vlastitog naglaska. Postoje proklitike koje dolaze ispred riječi s naglaskom, a postoje i enklitike koje dolaze iza riječi s naglaskom.
Proklitike su:
- određeni član u nominativu muškog i ženskog roda jednine i množine
- neki prijedlozi
- neki veznici
- negacija ὀυ i njezine varijante

Proklitike se naslanjaju na riječ za sobom i čini s njom jednu naglasnu cjelinu (u izgovoru se ponaša kao jedna riječ). Kada se iza njih nađe enklitika, dobivaju naglasak, pa to često dovodi do stapanja obiju riječi u jednu. Negacija dobiva naglasak ako je zadnja riječ u rečenici.

### Enklitike
Enklitika čini naglasnu cjelinu s riječi koja dolazi ispred nje. Ima ih nešto više od proklitika, a uključuju nenaglašene oblike kosih padeža jednine osobnih zamjenica, neodređenu zamjenicu u svim oblicima (osim  ἄττα), neodređeni zamjenički prilozi, dvosložni oblici indikativa prezenta glagola 'biti' i 'kazati', neke čestice i druge riječi.
Budući da dolaze iza riječi, za njih vrijede pravila o naglašavanju riječi.
- Ako prethodna riječ ima naglasak najdulje od kraja što je moguće naglasak enklitike dolazi na posljednji slog glavne riječi, pa tako ta riječ ima dva naglaska, što je jedina iznimka. Na primjer, ἄνθρωπός τις.
- Ako prethodna riječ ima oštri naglasak na pretposljednjem slogu, onda jednosložna enklitika gubi naglasak, a dvosložna ga zadržava, dakle ne događa se ništa.
- Ako prethodna riječ ima ili zavinuti ili oštri naglaska na zadnjem slogu, enklitika svoj gubi, a oštri ne slabi u teški.[2]

Enklitika naglasak ipak zadržava kada je na početku riječi, iza elizije ili ako je na njoj sila govora. Ako više enklitika slijedi jedna za drugom, svaka stavlja svoj naglasak na prethodnu. Proklitike dobivaju oštri naglasak od enklitika.

## Pravopis
Naglasci se na samoglasnicima i dvoglasima bilježe jednako kao i hakovi. Naglasak se stavlja na malo i veliko slovo. Kod dvoglasa drugi vokal dobiva oznaku naglaska.
Kada su naglasak i hak na istom slovu, akut se bilježi desno od haka, a cirkumfleks iznad njega. Primjerice, Ὦτος.
Ako su na istom slovu naglasak i trema, naglasak se piše između točkica treme. Primjerice, Ἀΐδης.